# Mircea Vodă
Mircea Vodă is een Roemeense gemeente in het district Brăila.
Mircea Vodă telt 3498 inwoners.